# Vrachtvliegtuig

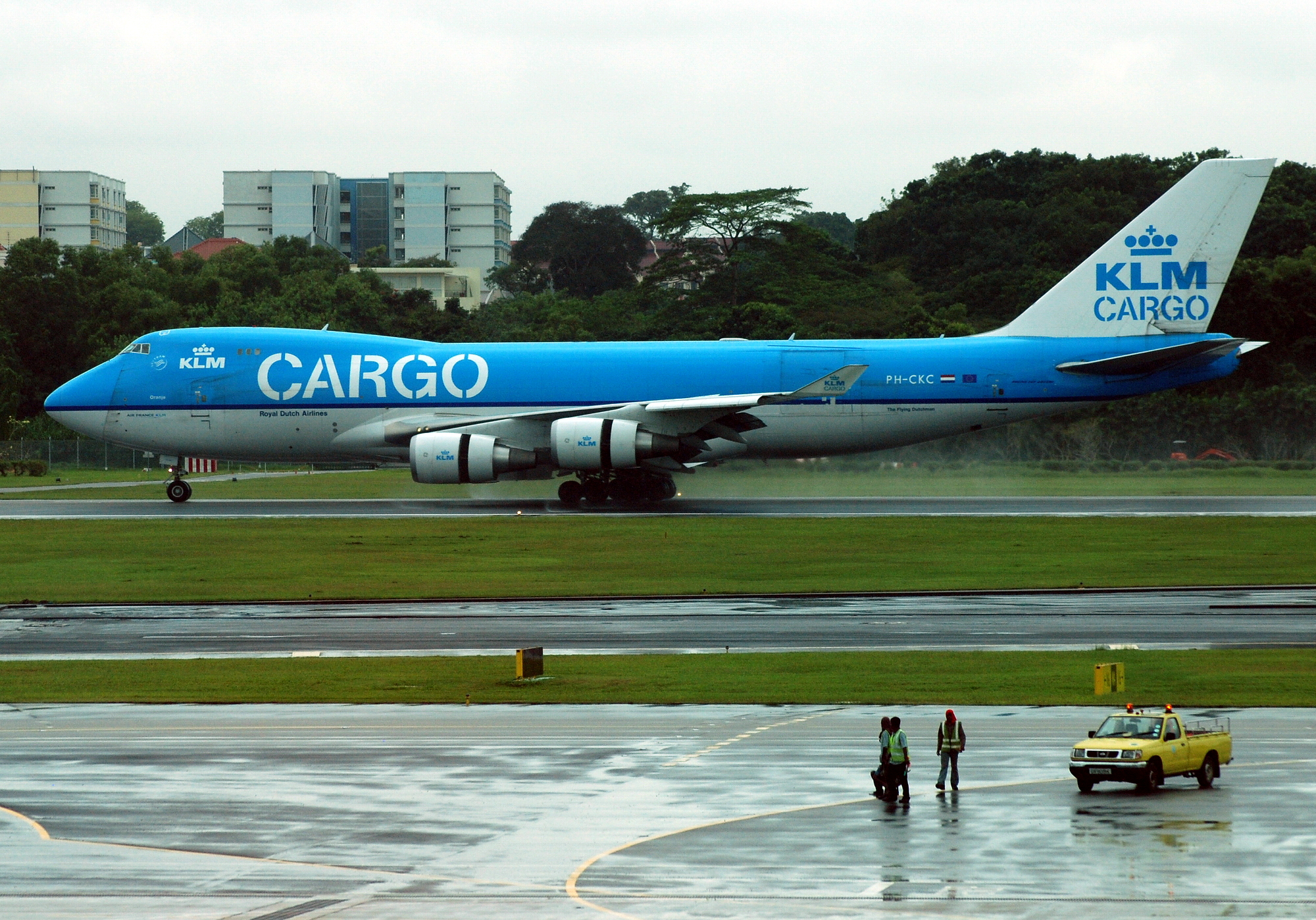
Boeing 747-400 ERF van KLM

Een vrachtvliegtuig is een vliegtuig dat goederen vervoert. Het heeft een grote laadruimte op het "maindeck" maar daarnaast meestal ook nog ruimte voor vracht in het "lowerdeck".
Van de meeste passagiersvliegtuigen is ook een vrachtversie ontwikkeld zoals de McDonnell Douglas MD-11, de Boeing 747, Boeing 767 en Boeing 777. Airbus heeft ook diverse vrachttoestellen. Een "combi", die KLM ook in gebruik had, bestaat uit een passagiers- en een vrachtdeel. Een "convertible" kan seizoensmatig worden omgebouwd van passagiersvliegtuig naar vrachtvliegtuig.
Militaire transportvliegtuigen - zoals de Airbus A400M - hebben aan de achterkant een grote laadklep waar goederen naar binnen en naar buiten gereden kunnen worden. Zeer grote uitvoeringen zoals de Lockheed C-5 en de Antonov An-124 hebben ook de mogelijkheid dat de neus omhoog geklapt kan worden zodat makkelijker zeer grote ladingen zoals tanks vervoerd kunnen worden.
Er bestaat ook nog een speciale categorie vrachtvliegtuigen: de Aero Spacelines Super Guppy en de Airbus A300-600ST Beluga. Beide zijn ontwikkeld om zeer grote vrachtstukken (zoals delen van vliegtuigrompen) te vervoeren.
Het grootste transportvliegtuig ter wereld was de Antonov An-225 uit Oekraïne. Bij een Russisch bombardement op 24 februari 2022 werd het toestel dusdanig beschadigd dat het waarschijnlijk niet meer te herstellen is.

## Galerij

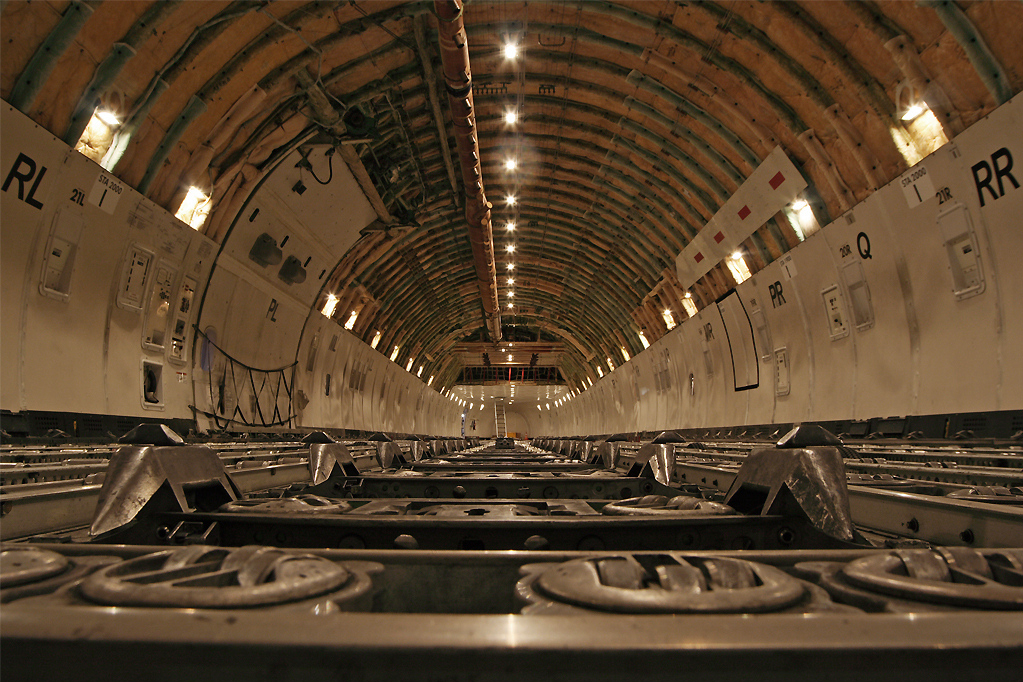
Laadruimte van een Boeing 747
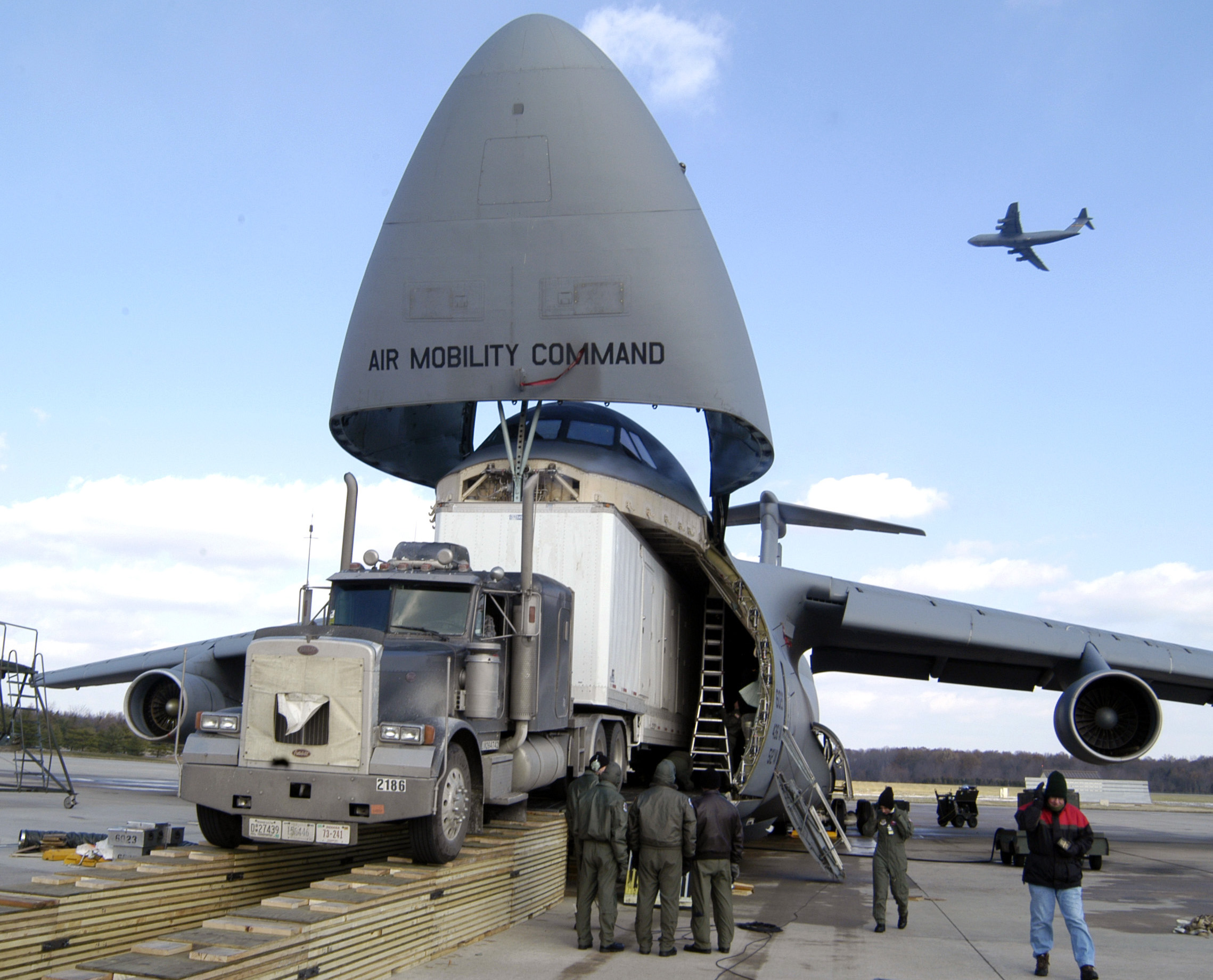
Lockheed C-5 Galaxy
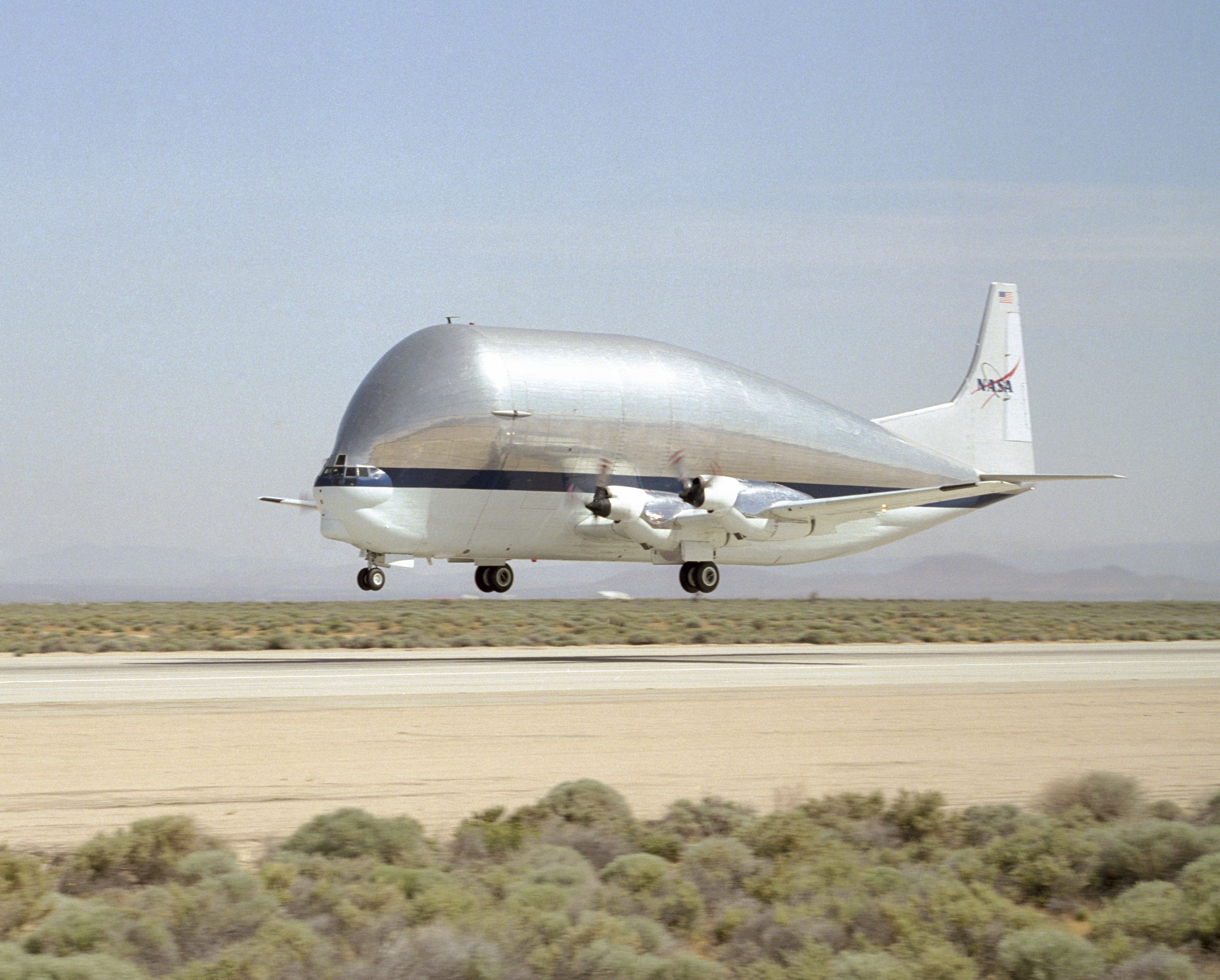
Super Guppy
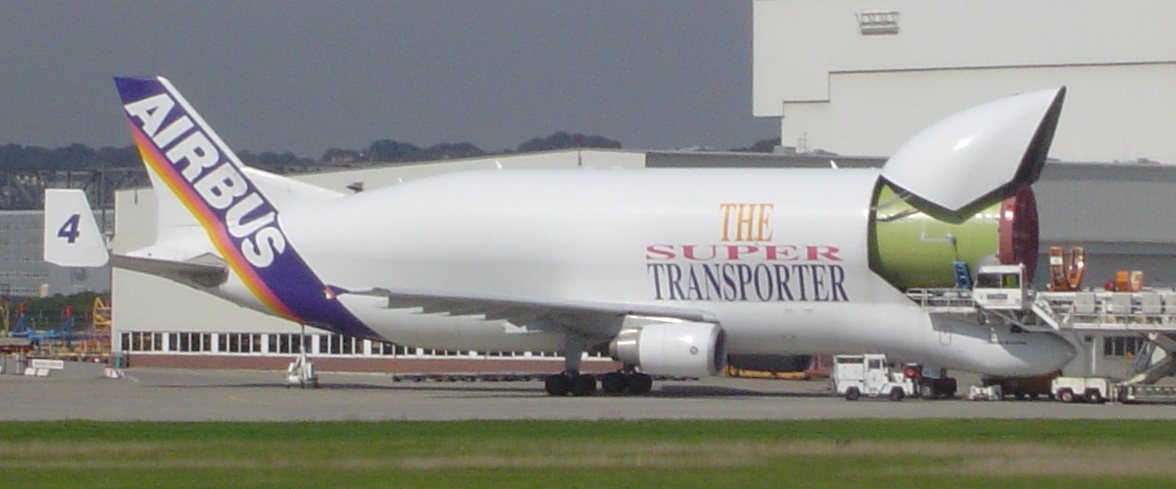
Airbus A300-600ST Beluga
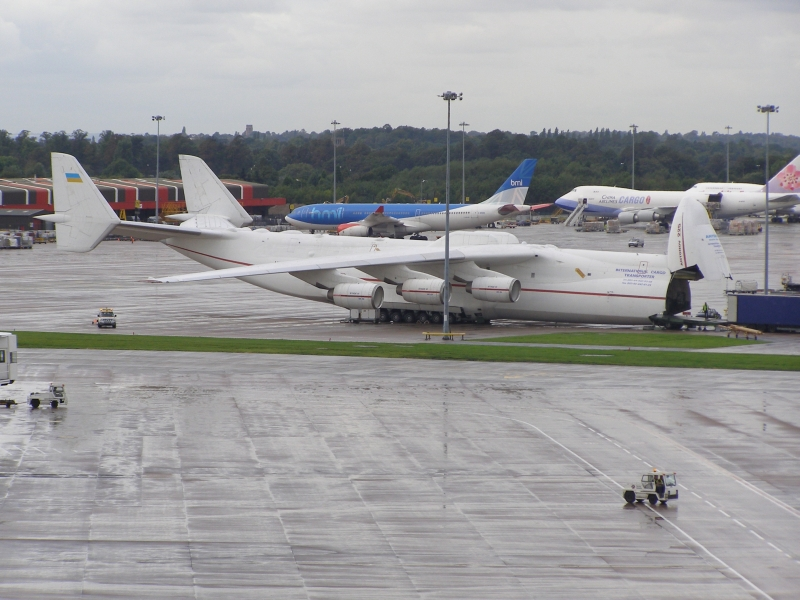
Antonov An-225